# Prix Aurealis
Le prix Aurealis (Aurealis Award for Excellence in Speculative Fiction) est un prix littéraire décerné chaque année aux meilleurs récits australiens dans les domaines de la science-fiction, de la fantasy et de l'horreur.

## Catégories de récompense
- Roman
  - Meilleur roman de science-fiction (depuis 1995)
  - Meilleur roman de fantasy (depuis 1995)
  - Meilleur roman d'horreur (depuis 1995)
  - Meilleur roman pour jeunes adultes (depuis 1995)
  - Meilleur Livre pour enfants (depuis 2001)
- Roman court
  - Meilleur roman court de science-fiction (depuis 2015)
  - Meilleur roman court de fantasy (depuis 2015)
  - Meilleur roman court d'horreur (depuis 2015)
- Nouvelle
  - Meilleure nouvelle de science-fiction (depuis 1995)
  - Meilleure nouvelle de fantasy (depuis 1995)
  - Meilleure nouvelle d'horreur (depuis 1995)
  - Meilleure nouvelle pour jeunes adultes (depuis 1995)
- Meilleur recueil de nouvelles (depuis 2008)
- Meilleure anthologie (depuis 2008)
- Meilleur livre illustré ou roman graphique (depuis 2008)
- Meilleur livre illustré ou livre d'images pour enfant (depuis 2001)
- Prix Peter McNamara (depuis 1998)

## Palmarès

### Années 1990

#### 1995
- Roman de science-fiction : L'Énigme de l'univers (Distress) par Greg Egan
- Roman de fantasy : Sabriël (Sabriel) par Garth Nix
- Roman d'horreur : An Intimate Knowledge of the Night par Terry Dowling
- Roman pour jeunes adultes : Deucalion par Brian Caswell et Sabriël (Sabriel) par Garth Nix (ex æquo)
- Nouvelle de science-fiction : Radieux (Luminous) par Greg Egan
- Nouvelle de fantasy : Harvest Bay par Karen Attard
- Nouvelle d'horreur : Olympia par Francis Payne
- Nouvelle pour jeunes adultes : non attribué

#### 1996
- Roman de science-fiction : Metal Fatigue par Sean Williams
- Roman de fantasy : The Memory Cathedral par Jack Dann, Envoûteur (Enchanter) par Sara Douglass et L'Homme-Étoile (StarMan) par Sara Douglass (ex æquo)
- Roman d'horreur : Non attribué
- Roman pour jeunes adultes : Mirror, Mirror par Hilary Bell et The Broken Wheel par Kerry Greenwood (ex æquo)
- Nouvelle de science-fiction : Borderline par Leanne Frahm
- Nouvelle de fantasy : The Sword of God par Russell Blackford
- Nouvelle d'horreur : Passing the Bone par Sean William
- Nouvelle pour jeunes adultes : Green Monkey Dreams par Isobelle Carmody

#### 1997
- Roman de science-fiction : The White Abacus par Damien Broderick
- Roman de fantasy : L'Envoutée (The Infernal) par Kim Wilkins
- Roman d'horreur : L'Envoutée (The Infernal) par Kim Wilkins
- Roman pour jeunes adultes : Greylands par Isobelle Carmody et Eye to Eye par Catherine Jinks (ex æquo)
- Nouvelle de science-fiction : Niagara Falling par Janeen Webb et Jack Dann
- Nouvelle de fantasy : Merlusine par Lucy Sussex
- Nouvelle d'horreur : Jenny Come to Play par Terry Dowling
- Nouvelle pour jeunes adultes : The Twist in the Tale par Ruth Starke

#### 1998
- Roman de science-fiction : L'Empire du centurion (The Centurion's Empire) par Sean McMullen
- Roman de fantasy : A Dark Winter par Dave Luckett et Fire Angels par Jane Routley (ex æquo)
- Roman d'horreur : Non attribué
- Roman pour jeunes adultes : Singing the Dogstar Blues par Alison Goodman
- Nouvelle de science-fiction : The Truth About Weena par David J. Lake
- Nouvelle de fantasy : A Walk-On Part in the War par Stephen Dedman
- Nouvelle d'horreur : A Positive par Kaaron Warren
- Nouvelle pour jeunes adultes : non attribué

#### 1999
- Roman de science-fiction : Téranésie (Teranesia) par Greg Egan
- Roman de fantasy : Aramaya par Jane Routley
- Roman d'horreur : Foreign Devil par Christine Harris
- Roman pour jeunes adultes : A Dark Victory par Dave Luckett
- Nouvelle de science-fiction : Written in Blood par Chris Lawson
- Nouvelle de fantasy : Whispers of the Mist Children par Trudi Canavan
- Nouvelle d'horreur : Atrax par Sean Williams et Simon Brown
- Nouvelle pour jeunes adultes : non attribué

### Années 2000
| Sommaire : | - Haut - 2000 - 2001 - 2002 - 2003 - 2004 - 2005 - 2006 - 2007 - 2008 - 2009 |

#### 2000
- Roman de science-fiction : The Miocene Arrow par Sean McMullen
- Roman de fantasy : Fils de l'ombre (Son of the Shadows) par Juliet Marillier
- Roman d'horreur : The Resurrectionists par Kim Wilkins
- Roman pour jeunes adultes : Thursday's Child par Sonya Hartnett
- Nouvelle de science-fiction : Infinite Monkey par Damien Broderick
- Nouvelle de fantasy : The World According to Kipling (A Plain Tale from the Hills) par Geoffrey Maloney
- Nouvelle d'horreur : The First and Final Game par Deborah Biancotti
- Nouvelle pour jeunes adultes : The Queen's Notice par Margo Lanagan

#### 2001
- Roman de science-fiction : The Dark Imbalance par Sean Williams et Shane Dix
- Roman de fantasy : The Wounded Hawk par Sara Douglass
- Roman d'horreur : Angel of Ruin par Kim Wilkins
- Roman pour jeunes adultes : The Other Face of Janus par Louise Katz
- Livre pour enfants : Candle Iron par Sally Odgers
- Nouvelle de science-fiction : The Weatherboard Spaceship par Adam Browne
- Nouvelle de fantasy : The Woman of Endor par Sue Isle
- Nouvelle d'horreur : Sleight of Hand par Simon Haynes
- Nouvelle pour jeunes adultes : Dreamwalker par Isobelle Carmody
- Nouvelle pour enfants : Café on Callisto par Jackie French

#### 2002
- Roman de science-fiction : Transcension par Damien Broderick
- Roman de fantasy : The Storm Weaver and the Sand par Sean Williams
- Roman d'horreur : The White Body of Evening par A. L. McCann
- Roman pour jeunes adultes : The Hand of Glory par Sophie Masson
- Livre pour enfants : In the Garden of Empress Cassia par Gabrielle Wang
- Nouvelle de science-fiction : Walk to the Full Moon par Sean McMullen
- Nouvelle de fantasy : non attribué
- Nouvelle d'horreur : Oracle par Kim Westwood
- Nouvelle pour jeunes adultes : non attribué
- Nouvelle pour enfants : Tashi and the Haunted House par Anna Fienberg et Kim Gamble

#### 2003
- Roman de science-fiction : Fallen Gods par Jonathan Blum et Kate Orman
- Roman de fantasy : Abhorsën (Abhorsen) par Garth Nix
- Roman d'horreur : Born of the Sea par Victor Kelleher
- Roman pour jeunes adultes :  Abhorsën (Abhorsen) par Garth Nix et Dragonkeeper par Carole Wilkinson (ex æquo)
- Livre pour enfants : Lundi mystérieux (Mister Monday) par Garth Nix
- Nouvelle de science-fiction : Louder Echo par Brendan Duffy
- Nouvelle de fantasy : La Sentinelle par Lucy Sussex
- Nouvelle d'horreur : Love is a Stone par Simon Brown
- Nouvelle pour jeunes adultes : non attribué
- Nouvelle pour enfants : Lily Quench and the Lighthouse of Skellig Mor par Natalie Jane Prior

#### 2004
- Roman de science-fiction : Less Than Human par Maxine McArthur
- Roman de fantasy : The Crooked Letter par Sean Williams
- Roman d'horreur : The Black Crusade par Richard Harland
- Roman pour jeunes adultes : L'Heure secrète (The Secret Hour) par Scott Westerfeld
- Livre pour enfants : Les 100 portes secrètes (How to Live Forever) par Colin Thompson
- Nouvelle de science-fiction : Come to Daddy par Brendan Duffy
- Nouvelle de fantasy : Catabolic Magic par Richard Harland et Weavers of Twilight par Louise Katz (ex æquo)
- Nouvelle d'horreur : The Last Days of Kali Yuga par Paul Haines (en)
- Nouvelle pour jeunes adultes : Singing My Sister Down par Margo Lanagan
- Nouvelle pour enfants : Beneath the Surface par Gary Crew et Steven Woolman

#### 2005
- Roman de science-fiction : Eclipse par K. A. Bedford
- Roman de fantasy : Blade of Fortriu par Juliet Marillier
- Roman d'horreur : Non attribué
- Roman pour jeunes adultes : Alyzon Whitestarr par Isobelle Carmody
- Livre pour enfants : Mercredi sous les flots (Drowned Wednesday) par Garth Nix
- Nouvelle de science-fiction : Slow and Ache par Trent Jamieson (en)
- Nouvelle de fantasy : The Greater Death of Saito Saku par Richard Harland et Once Giants Roamed the Earth par Rosaleen Love (ex æquo)
- Nouvelle d'horreur : Paterfamilias par Lee Battersby
- Nouvelle pour jeunes adultes : Nicholas Sayre and the Creature in the Case par Garth Nix
- Nouvelle pour enfants : Piccolo & Annabel 2: The Disastrous Party par Stephen Axelsen

#### 2006
- Roman de science-fiction : K-Machines par Damien Broderick
- Roman de fantasy : Wildwood Dancing par Juliet Marillier
- Roman d'horreur : The Pilo Family Circus par Will Elliott et Prismatic par Edwina Grey (ex æquo)
- Roman pour jeunes adultes : Foundling par D. M. Cornish
- Livre pour enfants : Melissa, Queen of Evil par Mardi McConnochie
- Nouvelle de science-fiction : The Seventh Letter par Sean Williams
- Nouvelle de fantasy : A Fine Magic par Margo Lanagan
- Nouvelle d'horreur : Dead of Winter par Stephen Dedman
- Nouvelle pour jeunes adultes : Là où vont nos pères (The Arrival) par Shaun Tan
- Nouvelle pour enfants : The True Story of Mary Who Wanted to Stand on Her Head par Jane Godwin et Woolvs in the Sitee par Margaret Wild et Anne Spudvilas (ex æquo)

#### 2007
- Roman de science-fiction : The Company of the Dead par David Kowalski
- Roman de fantasy : Le Fil du destin (Heaven's Net Is Wide) par Lian Hearn
- Roman d'horreur : Blood of Dreams par Susan Parisi
- Roman pour jeunes adultes : Skyfall par Anthony Eaton
- Livre pour enfants : The Silver Horse, The Herb of Grace, The Cat’s Eye Shell, The Lightning Bolt, The Butterfly in Amber par Kate Forsyth
- Nouvelle de science-fiction : Hollywood Roadkill par Cat Sparks
- Nouvelle de fantasy : Sir Hereward and Mister Fitz Go to War Again par Garth Nix
- Nouvelle d'horreur : The Jeweller of Second-Hand Roe par Anna Tambour
- Nouvelle pour jeunes adultes : A Scar for Leida par Deborah Biancotti
- Nouvelle pour enfants : Kumiko and the Dragon par Briony Stewart et World of Monsters par Marc McBride (ex æquo)

#### 2008
- Roman de science-fiction : Time Machines Repaired While-U-Wait par K. A. Bedford
- Roman de fantasy : Eon et le douzième dragon (The Two Pearls of Wisdom) par Alison Goodman
- Roman d'horreur : The Seance par John Harwood
- Roman pour jeunes adultes : Finnikin of the Rock par Melina Marchetta
- Livre pour enfants : The Wizard of Rondo par Emily Rodda
- Nouvelle de science-fiction : The Empire par Simon Brown
- Nouvelle de fantasy : Sammarynda Deep par Cat Sparks
- Nouvelle d'horreur : Painlessness par Kirstyn McDermott (en)
- Nouvelle pour jeunes adultes : Cracks par Trent Jamieson (en)

#### 2009
- Roman de science-fiction : Wonders of a Godless World par Andrew McGahan
- Roman de fantasy : L'Apprentie du magicien (Magician's Apprentice) par Trudi Canavan
- Roman d'horreur : Red Queen par Honey Brown
- Roman pour jeunes adultes : Léviathan (Leviathan) par Scott Westerfeld
- Livre pour enfants : A Ghost in My Suitcase par Gabrielle Wang
- Nouvelle de science-fiction : Clockwork, Patchwork and Ravens par Peter M. Ball
- Nouvelle de fantasy : Father's Kill par Christopher Green et Once a Month, On a Sunday par Ian McHugh (ex æquo)
- Nouvelle d'horreur : Slices of Life -- A Spot of Liver par Paul Haines (en) et Wives par Paul Haines (en) (ex æquo)
- Nouvelle pour jeunes adultes : Seventeen par Cat Sparks

### Années 2010
| Sommaire : | - Haut - 2010 - 2011 - 2012 - 2013 - 2014 - 2015 - 2016 - 2017 - 2018 - 2019 |

#### 2010
- Roman de science-fiction : Transformation Space par Marianne de Pierres
- Roman de fantasy : Power and Majesty par Tansy Rayner Roberts
- Roman d'horreur : Madigan Mine par Kirstyn McDermott (en)
- Roman pour jeunes adultes : Guardian of the Dead par Karen Healey
- Livre pour enfants : The Keepers par Lian Tanner
- Nouvelle de science-fiction : The Heart of a Mouse par K. J. Bishop
- Nouvelle de fantasy : The February Dragon par L. L. Hannett et Angela Slatter (en) et Yowie par Thoraiya Dyer (ex æquo)
- Nouvelle d'horreur : The Fear par Richard Harland
- Nouvelle pour jeunes adultes : A Thousand Flowers par Margo Lanagan

#### 2011
- Roman de science-fiction : The Courier’s New Bicycle par Kim Westwood
- Roman de fantasy : Ember and Ash par Pamela Freeman
- Roman d'horreur : non attribué
- Roman pour jeunes adultes : Only Ever Always par Penni Russon
- Livre pour enfants : City of Lies par Lian Tanner
- Nouvelle de science-fiction : Rains of la Strange par Robert N. Stephenson
- Nouvelle de fantasy : Fruit of the Pipal Tree par Thoraiya Dyer
- Nouvelle d'horreur : The Past is a Bridge Best Left Burnt par Paul Haines (en) et The Short Go: a Future in Eight Seconds par Lisa L. Hannett (ex æquo)
- Nouvelle pour jeunes adultes : Nation of the Night par Sue Isle

#### 2012
- Roman de science-fiction : The Rook (The Rook) par Daniel O'Malley
- Roman de fantasy : Sea Hearts par Margo Lanagan
- Roman d'horreur : Perfections par Kirstyn McDermott (en)
- Roman pour jeunes adultes : Dead, Actually par Kaz Delaney et Sea Hearts par Margo Lanagan (ex æquo)
- Livre pour enfants : Brotherband: The Hunters par John Flanagan
- Nouvelle de science-fiction : Significant Dust par Margo Lanagan
- Nouvelle de fantasy : Bajazzle par Margo Lanagan
- Nouvelle d'horreur : Sky par Kaaron Warren
- Nouvelle pour jeunes adultes : The Wisdom of the Ants par Thoraiya Dyer

#### 2013
- Roman de science-fiction : Lexicon par Max Barry
- Roman de fantasy : A Crucible of Souls par Mitchell Hogan
- Roman d'horreur : Fairytales for Wilde Girls par Allyse Near
- Roman pour jeunes adultes : These Broken Stars par Amie Kaufman (en) et Meagan Spooner (en) et Fairytales for Wilde Girls par Allyse Near (ex æquo)
- Livre pour enfants : The Four Seasons of Lucy McKenzie par Kirsty Murray
- Nouvelle de science-fiction : Air, Water and the Grove par Kaaron Warren
- Nouvelle de fantasy : La Guerre du lotus (The Last Stormdancer) par Jay Kristoff
- Nouvelle d'horreur : The Year of Ancient Ghosts par Kim Wilkins
- Nouvelle pour jeunes adultes : By Bone-Light par Juliet Marillier

#### 2014
- Roman de science-fiction : Peacemaker par Marianne de Pierres
- Roman de fantasy : Dreamer’s Pool par Juliet Marillier
- Roman d'horreur : Razorhurst par Justine Larbalestier
- Roman pour jeunes adultes : The Cracks in the Kingdom par Jaclyn Moriarty
- Livre pour enfants : Shadow Sister: Dragon Keeper #5 par Carole Wilkinson
- Nouvelle de science-fiction : Wine, Women and Stars par Thoraiya Dyer
- Nouvelle de fantasy : St Dymphna's School for Poison Girls par Angela Slatter (en)
- Nouvelle d'horreur : Home and Hearth par Angela Slatter (en)
- Nouvelle pour jeunes adultes : Vanilla par Dirk Flinthart

#### 2015
- Roman de science-fiction : Dossier Alexander (Illuminae) par Amie Kaufman (en) et Jay Kristoff
- Roman de fantasy : Day Boy par Trent Jamieson (en)
- Roman d'horreur : non attribué
- Roman pour jeunes adultes : In The Skin of a Monster par Kathryn Barker
- Livre pour enfants : A Single Stone par Meg McKinlay
- Roman court de science-fiction : By Frogsled and Lizardback to Outcast Venusian Lepers par Garth Nix
- Roman court de fantasy : Defy the Grey Kings par Jason Fischer
- Roman court d'horreur : The Miseducation of Mara Lys par Deborah Kalin
- Nouvelle de science-fiction : All the Wrong Places par Sean Williams
- Nouvelle de fantasy : The Giant’s Lady par Rowena Cory Daniells
- Nouvelle d'horreur : Bullets par Joanne Anderton
- Nouvelle pour jeunes adultes : The Miseducation of Mara Lys par Deborah Kalin

#### 2016
- Roman de science-fiction : Dossier Gemina (Gemima) par Amie Kaufman (en) et Jay Kristoff
- Roman de fantasy : N'oublie jamais (Nevernight) par Jay Kristoff
- Roman d'horreur : The Grief Hole par Kaaron Warren
- Roman pour jeunes adultes : Le Pacte des mauvais jours (Lady Helen and the Dark Days Pact) par Alison Goodman
- Livre pour enfants : When the Lyrebird Calls par Kim Kane
- Roman court de science-fiction : Salto Mortal par Nick T. Chan
- Roman court de fantasy : Forfeit par Andrea K. Höst
- Roman court d'horreur : Burnt Sugar par Kirstyn McDermott (en)
- Nouvelle de science-fiction : Of Sight, of Mind, of Heart par Samantha Murray
- Nouvelle de fantasy : Where the Pelican Builds Her Nest par Thoraiya Dyer
- Nouvelle d'horreur : Flame Trees par T. R. Napper
- Nouvelle pour jeunes adultes : Pretty Jennie Greenteeth par Leife Shallcross

#### 2017
- Roman de science-fiction : From the Wreck par Jane Rawson
- Roman de fantasy : Godsgrave par Jay Kristoff
- Roman d'horreur : Soon par Lois Murphy
- Roman pour jeunes adultes : In The Dark Spaces par Cally Black
- Livre pour enfants : Les Défis de Morrigane Crow (Nevermoor: The Trials of Morrigan Crow) par Jessica Townsend
- Roman court de science-fiction : Girl Reporter par Tansy Rayner Roberts
- Roman court de fantasy : In Shadows We Fall par Devin Madson
- Roman court d'horreur : The Stairwell par Chris Mason
- Nouvelle de science-fiction : Conversations with an Armoury par Garth Nix
- Nouvelle de fantasy : The Curse is Come Upon Me, Cried par Tansy Rayner Roberts
- Nouvelle d'horreur : Old Growth par J. Ashley Smith
- Nouvelle pour jeunes adultes : Girl Reporter par Tansy Rayner Roberts

#### 2018
- Roman de science-fiction : R3plicants (Lifel1k3) par Jay Kristoff
- Roman de fantasy : City of Lies par Sam Hawke et The Witch Who Courted Death par Maria Lewis (ex æquo)
- Roman d'horreur : Tide of Stone par Kaaron Warren
- Roman pour jeunes adultes : Catching Teller Crow par Ambelin Kwaymullina et Ezekiel Kwaymullina
- Livre pour enfants : The Endsister par Penni Russon
- Roman court de science-fiction : Icefall par Stephanie Gunn
- Roman court de fantasy : Le Bâton dans la pierre (The Staff in the Stone) par Garth Nix
- Roman court d'horreur : Crisis Apparition par Kaaron Warren
- Nouvelle de science-fiction : The Astronaut par Jen White
- Nouvelle de fantasy : The Further Shore par J. Ashley Smith
- Nouvelle d'horreur : Sub-Urban par Alfie Simpson
- Nouvelle pour jeunes adultes : The Sea-Maker of Darmid Bay par Shauna O'Meara

#### 2019
- Roman de science-fiction : Aurora Squad : Épisode 01 (Aurora Rising) par Amie Kaufman (en) et Jay Kristoff
- Roman de fantasy : Angel Mage (Angel Mage) par Garth Nix
- Roman d'horreur : The Rich Man's House par Andrew McGahan
- Roman pour jeunes adultes : Aurora Squad : Épisode 01 (Aurora Rising) par Amie Kaufman (en) et Jay Kristoff
- Livre pour enfants : The Dog Runner par Bren MacDibble (en)
- Roman court de science-fiction : Scapes Made Diamond par Shauna O'Meara
- Roman court de fantasy : Scapes Made Diamond par Shauna O'Meara
- Roman court d'horreur : Into Bones Like Oil par Kaaron Warren
- Nouvelle de science-fiction : Wreck Diving par Joanne Anderton
- Nouvelle de fantasy : Dragon by Subscription par Tansy Rayner Roberts
- Nouvelle d'horreur : Vivienne and Agnes par Chris Mason
- Nouvelle pour jeunes adultes : The Jindabyne Secret par Jo Hart

### Années 2020
| Sommaire : | - Haut - 2020 - 2021 - 2022 - 2023 - 2024 |

#### 2020
- Roman de science-fiction : The Animals in That Country par Laura Jean McKay (en) et Repo Virtual par Corey J. White (ex æquo)
- Roman de fantasy : Les Libraires gauchers de Londres (The Left-Handed Booksellers of London) par Garth Nix
- Roman d'horreur : None Shall Sleep par Ellie Marney
- Roman pour jeunes adultes : The Erasure Initiative par Lili Wilkinson (en)
- Livre pour enfants : The Lost Soul Atlas par Zana Fraillon (en)
- Roman court de science-fiction : The Weight of the Air, The Weight of the World par T. R. Napper
- Roman court de fantasy : Dingo & Sister par Nikky Lee
- Roman court d'horreur : The Saltbush Queen par Chris Mason
- Nouvelle de science-fiction : Mary, Mary par Fiona Bell
- Nouvelle de fantasy : Truth Be Told par Louise Pieper
- Nouvelle d'horreur : Phoenix Pharmaceuticals par Jessica Nelson-Tyers
- Nouvelle pour jeunes adultes : Dingo & Sister par Nikky Lee

#### 2021
- Roman de science-fiction : Waking Romeo par Kathryn Barker
- Roman de fantasy : Dark Rise (Dark Rise) par C. S. Pacat (en)
- Roman d'horreur : Holly and the Nobodies par Ben Pienaar
- Roman pour jeunes adultes : Waking Romeo par Kathryn Barker
- Livre pour enfants : Dragon Skin par Karen Foxlee (en)
- Roman court de science-fiction : Preserved in Amber par Samantha Murray
- Roman court de fantasy : Bones of the Sea par Amy Laurens
- Roman court d'horreur : All The Long Way Down par Alf Simpson
- Nouvelle de science-fiction : Relict: (noun) A Widow; a Thing Remaining From the Past par Alison Goodman
- Nouvelle de fantasy : So-called Bin Chicken par E. J. Delaney
- Nouvelle d'horreur : Don’t Look! par Lisa Fuller
- Nouvelle pour jeunes adultes : Don’t Look! par Lisa Fuller

#### 2022
- Roman de science-fiction : 36 Streets par T. R. Napper
- Roman de fantasy : Path of Thorns par Angela Slatter (en)
- Roman d'horreur : The Stone Road par Trent Jamieson (en)
- Roman pour jeunes adultes : Seul un monstre... (Only a Monster) par Vanessa Len
- Livre pour enfants : The Wintrish Girl par Melanie La’Brooy
- Roman court de science-fiction : Resembling Lepus par Amanda Kool
- Roman court de fantasy : Winterbloom par Kirstyn McDermott (en)
- Roman court d'horreur : Kookaburra Cruel par Aaron Dries
- Nouvelle de science-fiction : As Though I Were a Little Sun par Grace Chan
- Nouvelle de fantasy : The Icecutter’s Daughter par Aiki Flinthart
- Nouvelle d'horreur : They Call Me Mother par Geneve Flynn
- Nouvelle pour jeunes adultes : Tastes like Home par Kiera Lesley

#### 2023
- Roman de science-fiction : Time of the Cat par Tansy Rayner Roberts (en)
- Roman de fantasy : The Will of the Many (The Will of the Many) par James Islington (en)
- Roman d'horreur : Bunny par S. E. Tolse
- Roman pour jeunes adultes : When Ghosts Call Us Home par Katya de Becerra
- Livre pour enfants : Spellhound par Lian Tanner (en)
- Roman court de science-fiction : Once We Flew par Nikky Lee
- Roman court de fantasy : Gate Sinister par Tansy Rayner Roberts (en)
- Roman court d'horreur : Quicksilver par J. S. Breukelaar
- Nouvelle de science-fiction : Hollywood Animals par Corey J. White et Customer Service par Emily Wyeth (ex æquo)
- Nouvelle de fantasy : 12 Days of Witchmas par Tansy Rayner Roberts (en)
- Nouvelle d'horreur : Death Interrupted par Pamela Jeffs
- Nouvelle pour jeunes adultes : Follow The Water par J. Palmer

#### 2024
- Roman de science-fiction : Temporal Boom par J. M. Voss
- Roman de fantasy : Thoroughly Disenchanted par Alexandra Almond
- Roman d'horreur : Carve Your Soul to Pieces par Ben Pienaar
- Roman pour jeunes adultes : Anomaly par Emma Lord
- Livre pour enfants : The Apprentice Witnesser par Bren MacDibble (en)
- Roman court de science-fiction : Ghost of the Neon God par T. R. Napper
- Roman court de fantasy : Another Tide par Will Greatwich
- Roman court d'horreur : Shattered par Pauline Yates
- Nouvelle de science-fiction : The Combat Pilot’s Dictionary par Arden Baker
- Nouvelle de fantasy : Market of Loss par Matt Tighe
- Nouvelle d'horreur : Flesh of My Flesh par Ben Matthews
- Nouvelle pour jeunes adultes : In a League of Her Own par Jeanette O’Hagan